# Аль-Гарафа
«Аль-Гара́фа» (араб. نادي الغرافة الرياضي‎) — катарский профессиональный футбольный клуб из города Эр-Райян, выступающий в Лиге Звёзд.

## История
Клуб был основан в 1979 году. Первоначально назывался Аль-Иттихад. Нынешнее название получил в 2004 году.

## Достижения
- Чемпионат Катара:

Чемпион (6): 1991/92, 1997/98, 2001/02, 2004/05, 2007/08, 2008/09
Вице-чемпион (3): 1998/99, 2002/03, 2006/07
- Второй дивизион Катара:

Победитель (4): 1980, 1982, 1997, 1984, 1987
- Кубок эмира Катара:

Победитель (7): 1995, 1996, 1997, 1998, 2002, 2009, 2012
Финалист (3): 1999, 2006, 2008
- Кубок Наследного принца Катара:

Победитель (3): 2000, 2010, 2011
Финалист (5): 1999, 2002, 2003, 2005, 2008
- Кубок шейха Яссима:

Победитель (2): 2005, 2007
- Кубок Q-лиги:

Победитель (3): 2009, 2017, 2019
- Арабский кубок обладателей кубков:

Победитель: 1999

## Цвета формы
Дома «Аль-Гарафа» играет в жёлтых футболках, синих трусах и белых гетрах. Гостевая форма — синие футболки, жёлтые трусы и синие гетры.

## Главные тренеры
- Карлуш Алинью (2003—2004)
- Брюно Метсю (16 марта 2010—14 марта 2011)
- Кайо Жуниор (1 июля 2009—13 марта 2011)
- Леонардо Виторино (март 2011—март 2012)
- Силас (15 марта—27 ноября 2012)
- Пьер Лешантр (ноябрь 2012)
- Хабиб Садех (27 ноября—20 декабря 2012)
- Ален Перрен (20 декабря 2012—21 февраля 2013)
- Хабиб Садех (21 февраля—2 августа 2013)
- Зико (2 августа 2013—30 января 2014)
- Хабиб Садех (30 января—5 февраля 2014)
- Диего Агирре (5 февраля—5 июня 2014)
- Маркос Пакета (7 июня 2014—2015)
- Периклес Шамуска (2015)
- Педру Кайшинья (2015—2017)
- Хабиб Садех (10 марта — 16 мая 2017)
- Жан Фернандес (16 мая 2017 — 28 декабря 2017)
- Бюлент Уйгун (28 декабря 2017 — 18 мая 2018)
- Кристиан Гуркюфф (19 мая 2018 — 31 мая 2019)
- Славиша Йоканович (1 июля 2019 — 2021)
- Андреа Страмаччони (июль 2021 — октябрь 2022)

## Состав
| 1  | Флаг Катара | Вр  | Касем Бурхан      | 1985 |  |  |  |  |
| 22 | Флаг Катара | Вр  | Абдулазиз Али     | 1980 |  |  |  |  |
|    |             |     |                   |      |  |  |  |  |
| 2  | Флаг Катара | Защ | Ибрахим аль-Ганим | 1983 |  |  |  |  |
| 3  | Флаг Катара | Защ | Месхаль Мубарак   | 1982 |  |  |  |  |
| 5  | Флаг Катара | Защ | Алмахди Мухтар    | 1992 |  |  |  |  |
| 6  | Флаг Катара | Защ | Хамед Шами Захер  | 1984 |  |  |  |  |
| 26 | Флаг Катара | Защ | Билаль Мохаммед   | 1986 |  |  |  |  |
| 30 | Флаг Катара | Защ | Мустафа Абди      | 1984 |  |  |  |  |
|    |             |     |                   |      |  |  |  |  |

| 4  | Флаг Катара      | ПЗ | Лоуренс Куайе     | 1984 |  |  |  |  |
| 5  | Флаг Катара      | ПЗ | Маджди Сиддик     | 1985 |  |  |  |  |
| 7  | Флаг Катара      | ПЗ | Фахад аль-Шаммари | 1982 |  |  |  |  |
| 10 | Флаг Словакии    | ПЗ | Владимир Вайсс    | 1989 |  |  |  |  |
| 14 | Флаг Катара      | ПЗ | Мохаммед Яссер    | 1982 |  |  |  |  |
|    | Флаг Нидерландов | ПЗ | Уэсли Снейдер     | 1984 |  |  |  |  |
|    |                  |    |                   |      |  |  |  |  |
| 9  | Флаг Венгрии     | ПЗ | Кристиан Немет    | 1989 |  |  |  |  |

## Выступления в соревнованиях АФК
- Лига Чемпионов АФК: 4

2003: 3-й раунд квалификации
2006: групповой этап
2008: групповой этап
2009: групповой этап
- Клубный чемпионат Азии: 1

1994: 1-й раунд квалификации
- Кубок обладателей кубков Азии: 3

1995/96: первый раунд
1996/97: второй раунд
1997/98: четвертьфинал